# Palais Koniecpolski
Le palais présidentiel de Varsovie (en polonais : Pałac Prezydencki w Warszawie), dit palais Koniecpolski, situé à Varsovie, est le siège officiel de la présidence de la république de Pologne.

## Histoire
Construit dans les années 1643-45 pour le commandant en chef de l'armée polonaise, Stanislaw Koniecpolski, il fut de la fin du XVIIe siècle jusqu'en 1817 une propriété de la famille Radziwiłł.
Aménagé, agrandi puis remanié plusieurs fois de suite, le palais tient sa forme néoclassique actuelle depuis la reconstruction de la résidence dans les années 1818-1819, commandée par les autorités du royaume du Congrès (Królestwo Kongresowe) pour servir de résidence au gouverneur général Józef Zajączek.
C'est dans le palais Koniecpolski que fut signé le pacte de Varsovie en 1955. C'est également dans le palais présidentiel actuel que s'est déroulée la Table Ronde du printemps, qui avait pour but d'organiser les premières élections libres et la victoire de Solidarność.

### Les présidents polonais et le palais Koniecpolski

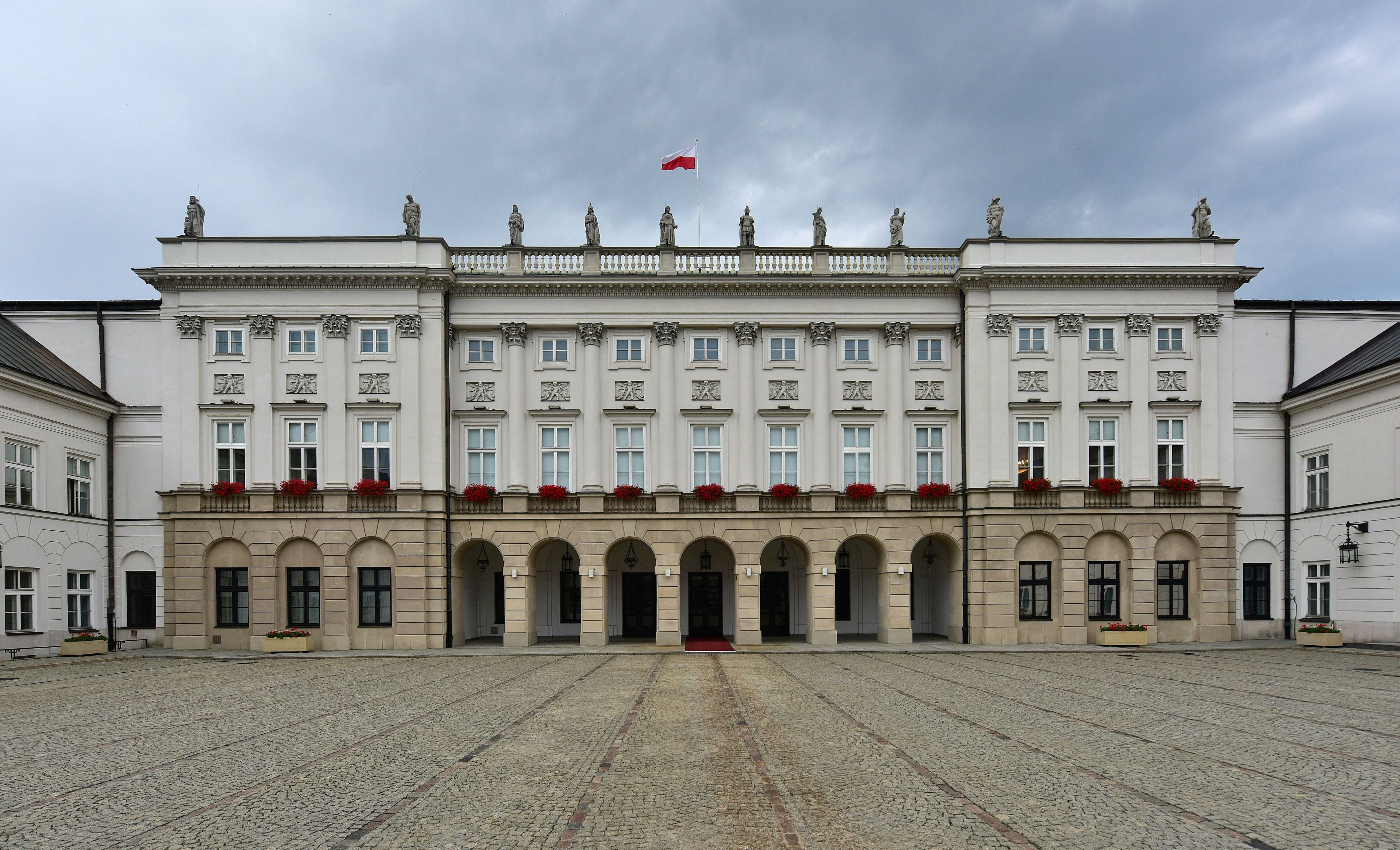
Façade du palais.

Depuis 1994, le palais Koniecpolski sert de résidence officielle du président de la république de Pologne. Le premier locataire du palais Koniecpolski est Lech Wałęsa. Ses successeurs, Aleksander Kwaśniewski et Lech Kaczyński, s'y sont également installés au cours de leurs mandats.
Bronisław Komorowski annonce après l'élection présidentielle de 2010 qu'il compte ne pas s'installer au palais Koniecpolski après la rénovation de celui-ci qui devrait durer quelques mois : en effet, il déclare vouloir conserver son appartement à Varsovie. Finalement, pour le confort de l'exercice de ses fonctions, le président polonais réside et travaille au palais du Belvédère, résidence d’apparat des présidents polonais pour les cérémonies officielles, située à Varsovie qui n'avait pas accueilli de locataire depuis 1994.